# Cesare Merzagora
Cesare Merzagora (ur. 9 listopada 1898 w Mediolanie, zm. 1 maja 1991 w Rzymie) – włoski polityk, bankowiec, parlamentarzysta, minister, wieloletni przewodniczący Senatu.

## Życiorys
Z wykształcenia finansista. Pracował w instytucjach bankowych i przedsiębiorstwach przemysłowych. Pełnił kierownicze funkcje w takich firmach jak Pirelli, Alfa Romeo i inne. Zasiadał w zarządzie krajowej organizacji pracodawców Confindustria.
Wchodził w skład antyfaszystowskiego Komitetu Wyzwolenia Narodowego. Od 1947 do 1949 zajmował stanowisko ministra handlu zagranicznego w kolejnych gabinetach, na czele których stał Alcide De Gasperi. W 1948, 1953 i 1953 uzyskiwał mandat senatora I, II i III kadencji jako kandydat z ramienia Chrześcijańskiej Demokracji. Na początku lat 50. był prezesem banku Banca Popolare di Milano. Od 1953 do 1967 był przewodniczącym Senatu przez blisko trzy kadencje.
2 marca 1963 prezydent Antonio Segni w uznaniu zasług społecznych nadał mu godność dożywotniego senatora. 6 grudnia 1964, kiedy ze względu na stan zdrowia Antonio Segni złożył rezygnację, z mocy prawa wykonywał obowiązki prezydenta Włoch do czasu, gdy 28 grudnia 1964 urząd ten objął nowo wybrany Giuseppe Saragat. W 1968 został prezesem instytucji finansowej Assicurazioni Generali. W Senacie zasiadał do czasu swojej śmierci w trakcie X kadencji.
W 1967 otrzymał Order Odrodzenia Polski I klasy.